# Aarle-Rixtel
Aarle-Rixtel est un village situé dans la commune néerlandaise de Laarbeek, dans la province du Brabant-Septentrional. Le 1er juin 2006, le village comptait 5 814 habitants.

## Histoire

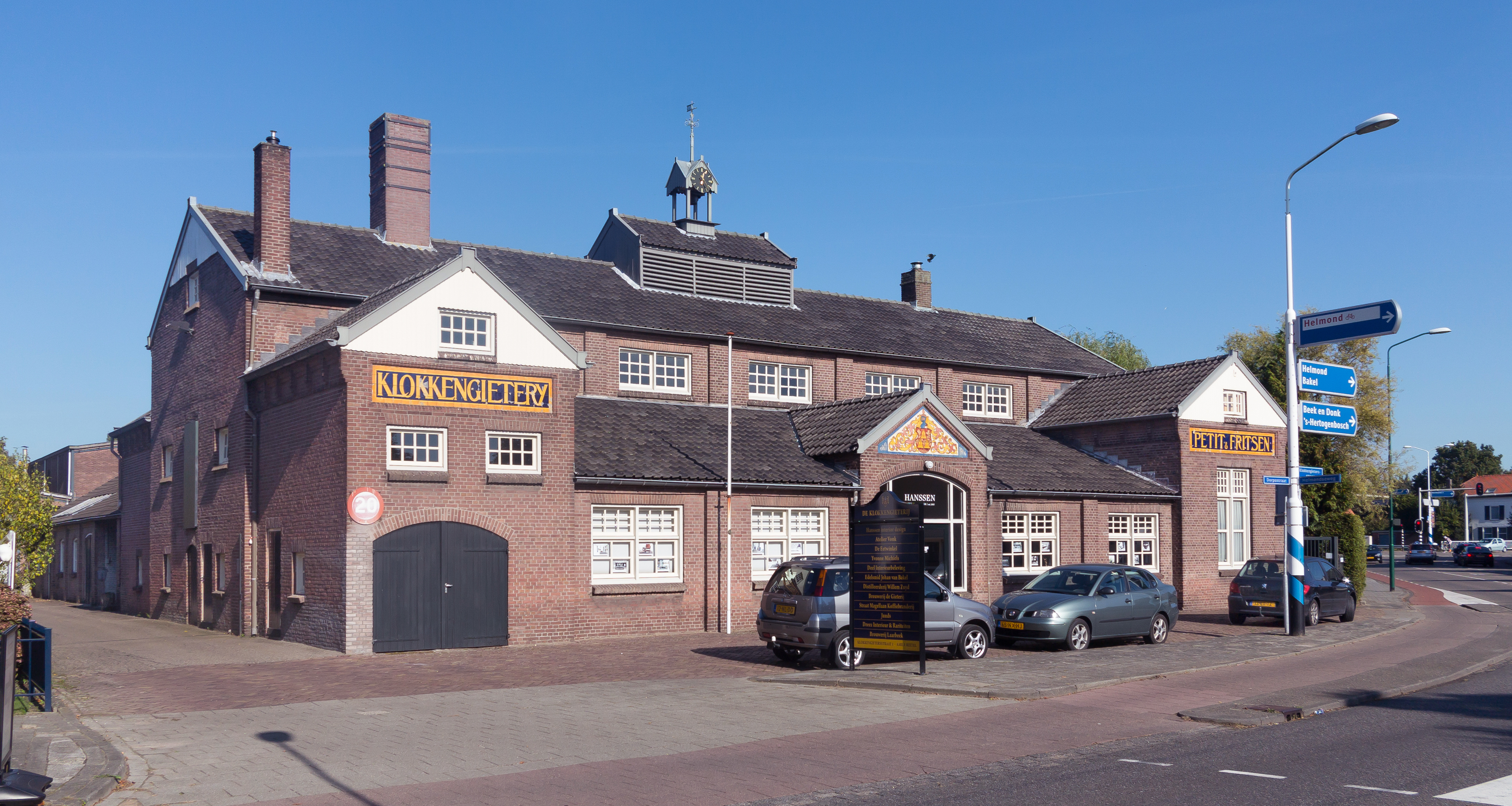
Le fondeur des cloches Petit & Fritsen

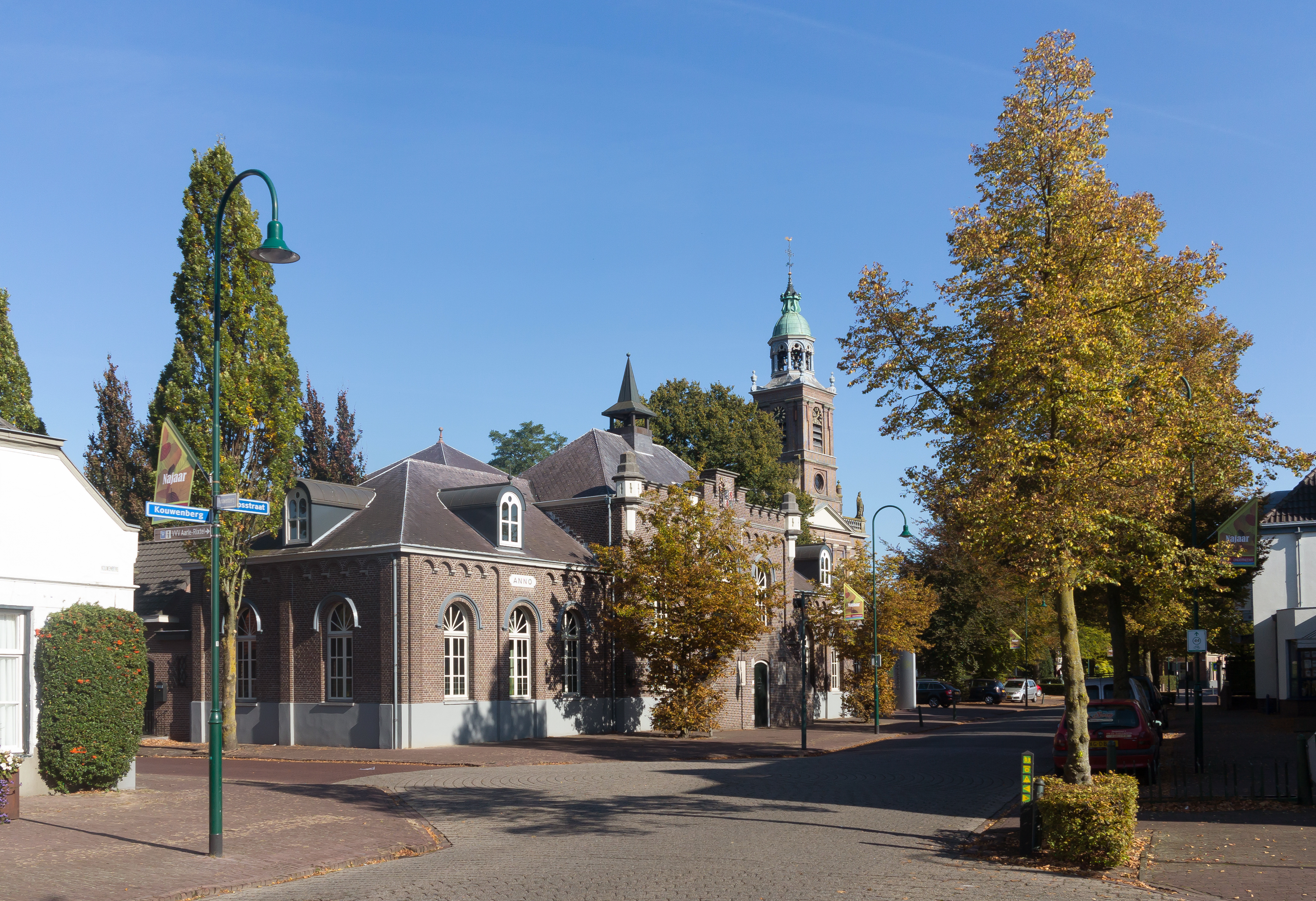
Vue dans la rue: de Kouwenberg-Dorpsstraat

Aarle-Rixtel a été une commune indépendante jusqu'au 1er janvier 1997. À cette date, la commune fusionne avec Lieshout et Beek en Donk pour former la nouvelle commune de Laarbeek.

### Les Templiers et les Hospitaliers
En 1214, Guillaume, comte de Megein, et son fils Thiery, font don par charte de leur alleu de Rixel - allodium summ in Rikestele - aux Templiers de l'ordre du Temple avec toutes les terres, prés et bois environnants. En 1289, Rixel fut allouée à Amilius van Buscele, bourgeois de Bois-le-Duc. Lors de la dévolution des biens de l'ordre du Temple, la commanderie, que l'on nommait alors la maison de Rixel, revient aux Hospitaliers de l'ordre de Saint-Jean de Jérusalem en partage avec l'abbaye cistercienne de Binderen, non loin de Helmond. Apparemment, les sœurs avaient obtenu la plus importante partie, si l'on en croit les protestations des Hospitaliers contre la violation de leurs droits. Malgré les motifs de leur protestation, le duc Jean de Brabant a continué à protéger l'abbaye de Binderen. En 1446, les revenus de la commanderie étaient de 10 muids de seigle d'une valeur de 12 florins et demi. En 1783, elle est connue sous le nom de Cens des Chevaliers, les 14 borniers de terre étaient affermés pour 298 livres.